# Philentoma
Philentoma là một chi chim trong họ Vangidae.

## Các loài
- Philentoma pyrhoptera
- Philentoma velata